# Hubert Barbier
Hubert Marie Pierre Dominique Barbier (ur. 4 sierpnia 1932 w La-Chaize-le-Vicomte) – francuski duchowny katolicki, arcybiskup Bourges w latach 2000-2007.

## Życiorys
Święcenia kapłańskie przyjął 18 września 1955. Pełnił funkcje m.in. kapelana organizacji Jeunesse Étudiante Chrétienne (1958-1961) oraz wikariusza generalnego diecezji Luçon (1978-1980).

### Episkopat
6 października 1980 został mianowany przez papieża Jana Pawła II biskupem pomocniczym Annecy, ze stolicą tytularną Noba. Sakry biskupiej udzielił mu 13 grudnia tegoż roku bp Charles-Auguste-Marie Paty. Od 1984 był biskupem diecezjalnym Annecy.
25 kwietnia 2000 został prekonizowany arcybiskupem metropolitą Bourges. Po włączeniu archidiecezji do metropolii Tours w 2002 zachował tytuł arcybiskupa.
11 września 2007 papież Benedykt XVI przyjął jego rezygnację z pełnionego urzędu złożoną ze względu na wiek.